# Irish Derby
Irish Derby (irländska: Dearbaí na hÉireann), är ett irländskt galopplöp för treåriga fullblod (ej valacker) som rids årligen på Curragh Racecourse i Kildare på Irland. Det är ett Grupp 1-löp, det vill säga ett löp av högsta internationella klass. Löpet rids över 2414 meter på gräs i slutet av juni eller i början av juli. 
Det är ett av de tre irländska Triple Crown-löpen, och Irlands motsvarighet till Epsom Derby, då det rids cirka tre veckor efter det engelska löpet. 
Totalt har 18 hästar lyckats ta en engelsk-irländska derbydubbel, den senaste var Harzand 2016.

## Segrare sedan 1946
| År   | Häst                 | Jockey            | Tränare                | Tid     |
| ---- | -------------------- | ----------------- | ---------------------- | ------- |
| 2024 | Los Angeles          | Ryan Moore        | Aidan O'Brien          | 2:28.15 |
| 2023 | Auguste Rodin        | Ryan Moore        | Aidan O'Brien          | 2:34.80 |
| 2022 | Westover             | Colin Keane       | Ralph Beckett          | 2:34.80 |
| 2021 | Hurricane Lane       | William Buick     | Charlie Appleby        | 2:33.85 |
| 2020 | Santiago             | Seamie Heffernan  | Aidan O'Brien          | 2:38.17 |
| 2019 | Sovereign            | Padraig Beggy     | Aidan O'Brien          | 2:31.50 |
| 2018 | Latrobe              | Donnacha O'Brien  | Joseph O'Brien         | 2:32.62 |
| 2017 | Capri                | Seamie Heffernan  | Aidan O'Brien          | 2:35.45 |
| 2016 | Harzand              | Pat Smullen       | Dermot Weld            | 2:38:05 |
| 2015 | Jack Hobbs           | William Buick     | John Gosden            | 2:34:93 |
| 2014 | Australia            | Joseph O'Brien    | Aidan O'Brien          | 2:33.19 |
| 2013 | Trading Leather      | Kevin Manning     | Jim Bolger             | 2:27.17 |
| 2012 | Camelot              | Joseph O'Brien    | Aidan O'Brien          | 2:43.96 |
| 2011 | Treasure Beach       | Colm O'Donoghue   | Aidan O'Brien          | 2:33.26 |
| 2010 | Cape Blanco          | Johnny Murtagh    | Aidan O'Brien          | 2:28.68 |
| 2009 | Fame and Glory       | Johnny Murtagh    | Aidan O'Brien          | 2:30.87 |
| 2008 | Frozen Fire          | Seamie Heffernan  | Aidan O'Brien          | 2:31.96 |
| 2007 | Soldier of Fortune   | Seamie Heffernan  | Aidan O'Brien          | 2:36.02 |
| 2006 | Dylan Thomas         | Kieren Fallon     | Aidan O'Brien          | 2:29.70 |
| 2005 | Hurricane Run        | Kieren Fallon     | André Fabre            | 2:29.40 |
| 2004 | Grey Swallow         | Pat Smullen       | Dermot Weld            | 2:28.70 |
| 2003 | Alamshar             | Johnny Murtagh    | John Oxx               | 2:28.20 |
| 2002 | High Chaparral       | Michael Kinane    | Aidan O'Brien          | 2:32.20 |
| 2001 | Galileo              | Michael Kinane    | Aidan O'Brien          | 2:27.10 |
| 2000 | Sinndar              | Johnny Murtagh    | John Oxx               | 2:33.90 |
| 1999 | Montjeu              | Cash Asmussen     | John Hammond           | 2:30.10 |
| 1998 | Dream Well           | Cash Asmussen     | Pascal Bary            | 2:44.30 |
| 1997 | Desert King          | Christy Roche     | Aidan O'Brien          | 2:32.50 |
| 1996 | Zagreb               | Pat Shanahan      | Dermot Weld            | 2:30.60 |
| 1995 | Winged Love          | Olivier Peslier   | André Fabre            | 2:30.10 |
| 1994 | Balanchine           | Frankie Dettori   | Hilal Ibrahim          | 2:32.70 |
| 1993 | Commander in Chief   | Pat Eddery        | Henry Cecil            | 2:31.20 |
| 1992 | St Jovite            | Christy Roche     | Jim Bolger             | 2:25.60 |
| 1991 | Generous             | Alan Munro        | Paul Cole              | 2:33.30 |
| 1990 | Salsabil             | Willie Carson     | John Dunlop            | 2:33.00 |
| 1989 | Old Vic              | Steve Cauthen     | Henry Cecil            | 2:29.90 |
| 1988 | Kahyasi              | Ray Cochrane      | Luca Cumani            | 2:32.50 |
| 1987 | Sir Harry Lewis      | John Reid         | Barry Hills            | 2:40.20 |
| 1986 | Shahrastani          | Walter Swinburn   | Michael Stoute         | 2:32.10 |
| 1985 | Law Society          | Pat Eddery        | Vincent O'Brien        | 2:29.90 |
| 1984 | El Gran Senor        | Pat Eddery        | Vincent O'Brien        | 2:31.50 |
| 1983 | Shareef Dancer       | Walter Swinburn   | Michael Stoute         | 2:29.40 |
| 1982 | Assert               | Christy Roche     | David O'Brien          | 2:33.20 |
| 1981 | Shergar              | Lester Piggott    | Michael Stoute         | 2:32.70 |
| 1980 | Tyrnavos             | Tony Murray       | Bruce Hobbs            | 2:43.80 |
| 1979 | Troy                 | Willie Carson     | Dick Hern              | 2:30.60 |
| 1978 | Shirley Heights      | Greville Starkey  | John Dunlop            | 2:32.30 |
| 1977 | The Minstrel         | Lester Piggott    | Vincent O'Brien        | 2:32.00 |
| 1976 | Malacate             | Philippe Paquet   | François Boutin        | 2:31.20 |
| 1975 | Grundy               | Pat Eddery        | Peter Walwyn           | 2:31.10 |
| 1974 | English Prince       | Yves Saint-Martin | Peter Walwyn           | 2:33.40 |
| 1973 | Weavers' Hall        | George McGrath    | Seamus McGrath         | 2:39.00 |
| 1972 | Steel Pulse          | Bill Williamson   | Scobie Breasley        | 2:39.80 |
| 1971 | Irish Ball           | Alfred Gibert     | Philippe Lallié        | 2:33.80 |
| 1970 | Nijinsky             | Liam Ward         | Vincent O'Brien        | 2:36.80 |
| 1969 | Prince Regent        | Geoff Lewis       | Etienne Pollet         | 2:36.10 |
| 1968 | Ribero               | Lester Piggott    | Fulke Johnson Houghton | 2:33.90 |
| 1967 | Ribocco              | Lester Piggott    | Fulke Johnson Houghton | 2:32.40 |
| 1966 | Sodium               | Frankie Durr      | George Todd            | 2:31.50 |
| 1965 | Meadow Court         | Lester Piggott    | Paddy Prendergast      | 2:46.80 |
| 1964 | Santa Claus          | Willie Burke      | Mick Rogers            | 2:35.60 |
| 1963 | Ragusa               | Garnie Bougoure   | Paddy Prendergast      | 2:45.60 |
| 1962 | Tambourine           | Roger Poincelet   | Etienne Pollet         | 2:28.80 |
| 1961 | Your Highness        | Bert Holmes       | Humphrey Cottrill      | 2:33.5  |
| 1960 | Chamour              | Garnie Bougoure   | Vincent O'Brien        | 2:37.5  |
| 1959 | Fidalgo              | Joe Mercer        | Harry Wragg            | 2:33.5  |
| 1958 | Sindon               | Liam Ward         | Michael Dawson         |         |
| 1957 | Ballymoss            | T. P. Burns       | Vincent O'Brien        |         |
| 1956 | Talgo                | Manny Mercer      | Harry Wragg            |         |
| 1955 | Panaslipper          | Jimmy Eddery      | Seamus McGrath         |         |
| 1954 | Zarathustra          | Paddy Powell Jnr  | Michael Hurley         |         |
| 1953 | Chamier              | Bill Rickaby      | Vincent O'Brien        |         |
| 1952 | Thirteen Of Diamonds | Jimmy Mullane     | Paddy Prendergast      |         |
| 1951 | Fraise du Bois II    | Charlie Smirke    | Harry Wragg            |         |
| 1950 | Dark Warrior         | Jack Thompson     | Paddy Prendergast      |         |
| 1949 | Hindostan            | Rae Johnstone     | Frank Butters          |         |
| 1948 | Nathoo               | Rae Johnstone     | Frank Butters          |         |
| 1947 | Sayajirao            | Edgar Britt       | Sam Armstrong          |         |
| 1946 | Bright News          | Morny Wing        | Darby Rogers           |         |